# Illumination
Illumination, ранее известная как Illumination Entertainment — американская анимационная киностудия, основанная Крисом Меледандри в 2007 году и принадлежащая Universal Pictures, подразделению NBCUniversal, которое само является подразделением Comcast. Меледандри производит фильмы, а Universal занимается финансированием и дистрибуцией. Студия наиболее известна по франшизам «Гадкий я», «Тайная жизнь домашних животных» и «Зверопой».
На данный момент студия выпустила 15 полнометражных мультфильмов со средними кассовыми сборами в 695,8 млн $. Самый кассовый фильм студии
«Братья Супер Марио в кино» собрал по всему миру 1,358 млрд $, что является третьим лучшим результатом среди мультфильмов, уступая «Холодному сердцу 2» от Walt Disney Animation Studios (1,453 млрд $) и «Головоломке 2» (1,5 млрд $). Также рубеж в 1 млрд $ удалось преодолеть лентам «Гадкий я 3» (1,03 млрд $) и «Миньоны» (1,15 млрд $).

## История
В начале 2007 года Меледандри покинул пост президента студий 20th Century Fox Animation и Blue Sky Studios. В этих компаниях он спродюсировал такие фильмы, как «Ледниковый период», «Ледниковый период 2: Глобальное потепление», «Роботы» и «Хортон». После ухода он основал Illumination Entertainment. К 2008 году было объявлено о заключении соглашения о позиционировании Illumination Entertainment в качестве семейного развлекательного подразделения NBCUniversal, которое, начиная с 2010, будет выпускать один-два фильма в год. В рамках соглашения Illumination сохраняет за собой творческую независимость, а Universal занимается полной дистрибуцией картин. Летом 2011 года Illumination приобрела отдел анимации французской студии анимации и визуальных эффектов Mac Guff, который отвечал за анимацию картин «Гадкий я» и «Лоракс», в результате чего была создана компания Illumination Mac Guff.
Меледандри предпочитает, чтобы Illumination придерживалась недорогой модели, признавая, что большие бюджеты и анимационные хиты не являются взаимоисключающими понятиями. В индустрии, где расходы на фильмы часто превышают 100 млн и даже 150 млн $, самым дорогостоящим фильмом студии с бюджетом 80 млн $ является «Гадкий я 3», триквел крупнейшей анимационной серии в истории. Одним из способов, позволяющих компании поддерживать экономную финансовую модель, является использование экономичных методов анимации, которые снижают затраты и сокращают время обработки компьютерной графики.
Премьера первого фильма студии «Гадкий я» состоялась 20 июня 2010 года на Московском международном кинофестивале. Картина смогла стать коммерчески успешной, собрав 251 млн $ в США и всего 543 млн $ по миру. 9 марта 2011 года студия представила свой второй проект — «Бунт ушастых», гибрид анимации и игрового кино, который заработал 108 млн $ в США и 183 млн $ во всём мире. 1 марта 2012 года вышел мультфильм «Лоракс», экранизация одноимённой книги, всего лента собрала 214 млн $ в США и 348 млн $ по миру. Первым сиквелом студии стал «Гадкий я 2», вышедший 16 июня 2013 года и заработавший более 970 млн $ по всему миру, став вторым самым кассовым анимационным фильмом 2013 года и вторым самым прибыльным фильмом Universal Pictures за 100-летнюю историю. Спин-офф «Гадкого я» под названием «Миньоны» был выпущен 11 июня 2015 года и собрал более 1 млрд $ по всему миру.
«Тайная жизнь домашних животных» режиссёров Криса Рено и Ярроу Чейни была выпущена 8 июля 2016 года. Фильм заработал 368 млн $ в США и 875 млн $ по всему миру. Премьера комедии «Зверопой» состоялась 11 сентября 2016 года, однако в прокат в США она вышла в декабре, став первым рождественским релизом студии. Фильм заработал 270 млн $ в США и 634 млн $ по всему миру. «Гадкий я 3» был выпущен 14 июня 2017 года и стал для студии вторым фильмом, заработавшим более 1 млрд $. Также картина установила рекорд как самый крупный релиз по количеству кинотеатров (4536) за всю историю, в 2019 году рекорд был побит блокбастером Marvel Studios «Мстители: Финал». Второй фильм из экранизаций книг доктора Сьюза, «Гринч», был выпущен 8 ноября 2018 года. Вторым сиквелом студии стал «Тайная жизнь домашних животных 2». Его премьера состоялась 7 июня 2019 года, фильм собрал в США 158 млн $ и 271 млн $ по всему миру. 23 декабря 2021 в прокат был выпущен «Зверопой 2». 1 июля 2022 года состоялась премьера мультфильма «Миньоны: Грювитация», который заработал 369,7  млн $ в США и 939,7 млн $ по всему миру. При этом он стал самым кассовым анимационным фильмом в 2022 году. 5 апреля 2023 ггода состоялась премьера фильма под названием «Братья Супер Марио в кино». 22 декабря 2023 года состоялась премьера фильма под названием «Миграция». Помимо этого, 3 июля 2024 года в прокат вышел «Гадкий я 4».

## Фильмография

### Выпущенные картины
| №  | Название                         | Дата премьеры   | Дата премьеры   | Бюджет    | Сборы           | Оценки | Оценки | Оценки          | Оценки     |
| №  | Название                         | США             | Россия          | Бюджет    | Сборы           | IMDb   | КП     | Rotten Tomatoes | Metacritic |
| -- | -------------------------------- | --------------- | --------------- | --------- | --------------- | ------ | ------ | --------------- | ---------- |
| 1  | Гадкий я                         | 9 июля 2010     | 8 июля 2010     | 69 млн $  | 543 113 985 $   | 7,7    | 7,7    | 80 %            | 72         |
| 2  | Бунт ушастых                     | 1 апреля 2011   | 9 июня 2011     | 63 млн $  | 183 954 145 $   | 5,4    | 6,1    | 24 %            | 41         |
| 3  | Лоракс                           | 2 марта 2012    | 15 марта 2012   | 70 млн $  | 348 840 316 $   | 6,4    | 6,7    | 54 %            | 46         |
| 4  | Гадкий я 2                       | 3 июля 2013     | 15 августа 2013 | 76 млн $  | 970 766 005 $   | 7,4    | 7,6    | 75 %            | 62         |
| 5  | Миньоны                          | 10 июля 2015    | 9 июля 2015     | 74 млн $  | 1 159 444 662 $ | 6,4    | 6,2    | 56 %            | 56         |
| 6  | Тайная жизнь домашних животных   | 8 июля 2016     | 18 августа 2016 | 75 млн $  | 875 458 631 $   | 6,5    | 6,8    | 71 %            | 61         |
| 7  | Зверопой                         | 21 декабря 2016 | 2 марта 2017    | 75 млн $  | 634 208 384 $   | 7,1    | 7,3    | 71 %            | 59         |
| 8  | Гадкий я 3                       | 30 июня 2017    | 29 июня 2017    | 80 млн $  | 1 034 800 131 $ | 6,3    | 6,3    | 58 %            | 49         |
| 9  | Гринч                            | 9 ноября 2018   | 13 декабря 2018 | 75 млн $  | 512 568 819 $   | 6,3    | 6,8    | 59 %            | 51         |
| 10 | Тайная жизнь домашних животных 2 | 7 июня 2019     | 30 мая 2019     | 80 млн $  | 430 051 293 $   | 6,6    | 6,8    | 60 %            | 55         |
| 11 | Зверопой 2                       | 22 декабря 2021 | 23 декабря 2021 | 85 млн $  | 407 254 118 $   | 7,6    | 8,3    | 72 %            | 49         |
| 12 | Миньоны: Грювитация              | 1 июля 2022     | 30 июня 2022    | 80 млн $  | 939 628 210 $   | 6,6    | 6,6    | 70 %            | 56         |
| 13 | Братья Супер Марио в кино        | 5 апреля 2023   | 6 апреля 2023   | 100 млн $ | 1 159 000 000 $ | 7,3    | 7,3    | 59 %            | 46         |
| 14 | Миграция                         | 22 декабря 2023 | 28 декабря 2023 | 72 млн $  | 236 039 450 $   | 7,1    | 6,7    | 73 %            | 56         |
| 15 | Гадкий я 4                       | 3 июля 2024     | 4 июля 2024     | 100 млн $ | 969 607 599 $   | 6,3    | 6,7    | 55 %            | 52         |

#### В производстве
| №  | Название                           | Дата премьеры | Дата премьеры | Примечания    |
| №  | Название                           | США           | Россия        | Примечания    |
| -- | ---------------------------------- | ------------- | ------------- | ------------- |
| 16 | Братья Супер Марио в кино 2        | 3 апреля 2026 | TBA           | [ 20 ] [ 21 ] |
| 17 | Миньоны 3                          | 1 июля 2026   | TBA           | [ 22 ] [ 23 ] |
| 18 | Безыменный мультфильм              | 2027          | TBA           | [ 23 ]        |
| 19 | англ. Big Tree                     | TBA           | TBA           | [ 24 ]        |
| 20 | Тайная жизнь домашних животных 3   | TBA           | TBA           | [ 25 ] [ 26 ] |
| 21 | Зверопой 3                         | TBA           | TBA           | [ 26 ]        |
| 22 | Безымянный фильм Фаррелла Уильямса | TBA           | TBA           | [ 27 ]        |

### Короткометражные фильмы
| №  | Название                        | Дата премьеры   | Выпущен совместно с              | Примечания                                      |
| -- | ------------------------------- | --------------- | -------------------------------- | ----------------------------------------------- |
| 1  | Преображение дома               | 14 декабря 2010 | Гадкий я                         | Выпущены на DVD и Blu-ray                       |
| 2  | Ознакомительный день            | 14 декабря 2010 | Гадкий я                         | Выпущены на DVD и Blu-ray                       |
| 3  | Банан                           | 14 декабря 2010 | Гадкий я                         | Выпущены на DVD и Blu-ray                       |
| 4  | Брэд и Гэри                     | 2011            |                                  | Театральный релиз                               |
| 5  | Вечеринка Фила                  | 23 марта 2012   | Бунт ушастых                     | Выпущен на DVD и Blu-ray                        |
| 6  | Гадкий я: Переполох миньонов 3D | 2 июля 2012     | Гадкий я                         | В тематических парках Universal                 |
| 7  | Повозка, хоу!                   | 7 августа 2012  | Лоракс                           | Выпущены на DVD и Blu-ray                       |
| 8  | Силы природы                    | 7 августа 2012  | Лоракс                           | Выпущены на DVD и Blu-ray                       |
| 9  | Серенада                        | 7 августа 2012  | Лоракс                           | Выпущены на DVD и Blu-ray                       |
| 10 | Щенок                           | 10 декабря 2013 | Гадкий я 2                       | Выпущены на DVD и Blu-ray                       |
| 11 | Паника в почтовом отделении     | 10 декабря 2013 | Гадкий я 2                       | Выпущены на DVD и Blu-ray                       |
| 12 | Обучение вождению               | 10 декабря 2013 | Гадкий я 2                       | Выпущены на DVD и Blu-ray                       |
| 13 | Кроминьонцы                     | 8 декабря 2015  | Миньоны                          | Выпущены на DVD и Blu-ray                       |
| 14 | Соревнование                    | 8 декабря 2015  | Миньоны                          | Выпущены на DVD и Blu-ray                       |
| 15 | Неугомонный Бинки Нельсон       | 8 декабря 2015  | Миньоны                          | Выпущены на DVD и Blu-ray                       |
| 16 | Миньоны против газона           | 8 июля 2016     | Тайная жизнь домашних животных   | Театральный релиз / Выпущены на DVD и Blu-ray   |
| 17 | Телевидение Нормана             | 6 декабря 2016  | Тайная жизнь домашних животных   | Выпущены на DVD и Blu-ray                       |
| 18 | Сосиска                         | 6 декабря 2016  | Тайная жизнь домашних животных   | Выпущены на DVD и Blu-ray                       |
| 19 | Гюнтер сидит с детьми           | 21 марта 2017   | Зверопой                         | Выпущены на DVD и Blu-ray                       |
| 20 | Любовь с первого взгляда        | 21 марта 2017   | Зверопой                         | Выпущены на DVD и Blu-ray                       |
| 21 | Мотиватор Эдди                  | 21 марта 2017   | Зверопой                         | Выпущены на DVD и Blu-ray                       |
| 22 | Тайная жизнь Кайла              | 5 декабря 2017  | Гадкий я 3                       | Выпущены на DVD и Blu-ray                       |
| 23 | Жёлтый — хит сезона             | 9 ноября 2018   | Гринч                            | Театральный релиз / Выпущены на DVD и Blu-ray   |
| 24 | Собачий холод                   | 23 ноября 2018  | Гринч                            | Телевизионный релиз                             |
| 25 | Маленькие помощники Санты       | 5 февраля 2019  | Гринч                            | Выпущены на DVD и Blu-ray                       |
| 26 | Супер Гиджет                    | 27 августа 2019 | Тайная жизнь домашних животных 2 | Выпущены на DVD и Blu-ray                       |
| 27 | Миньоны Скауты                  | 27 августа 2019 | Тайная жизнь домашних животных 2 | Выпущены на DVD и Blu-ray                       |
| 28 | Миньоны и Монстры               | 11 июня 2021    | Миньоны: Грювитация              | Телевизионный релиз / Выпущены на DVD и Blu-ray |

## Награды и номинации
| Фильм        | Награда                       | Категория                                  | Номинанты                                | Результат |
| ------------ | ----------------------------- | ------------------------------------------ | ---------------------------------------- | --------- |
| Гадкий я     | Золотой глобус                | Лучший анимационный фильм                  | Крис Рено и Пьер Коффен                  |           |
| Гадкий я     | Энни                          | Лучший анимационный фильм                  | Крис Меледанри, Джанет Хили и Джон Коэн  |           |
| Гадкий я     | Энни                          | Лучшее озвучивание                         | Стив Карелл                              |           |
| Гадкий я     | Энни                          | Лучший дизайн персонажей                   | Картер Гудрич                            |           |
| Гадкий я     | Энни                          | Лучший режиссёр                            | Крис Рено и Пьер Коффен                  |           |
| Гадкий я     | Энни                          | Лучшая музыка                              | Фаррелл Уильямс и Эйтор Перейра          |           |
| Гадкий я     | Энни                          | Лучшее дизайн                              | Ярроу Чени и Эрик Гийон                  |           |
| Гадкий я     | BAFTA                         | Лучший анимационный фильм                  | Крис Рено и Пьер Коффен                  |           |
| Гадкий я     | Critics’ Choice Movie Awards  | Лучший анимационный фильм                  | Крис Рено и Пьер Коффен                  |           |
| Гадкий я     | Kids' Choice Awards           | Любимый анимационный фильм                 | Крис Рено и Пьер Коффен                  |           |
| Гадкий я     | Kids' Choice Awards           | Любимый пинатель в зад                     | Стив Карелл                              |           |
| Гадкий я     | Премия Гильдии продюсеров США | Лучшее продюсирование анимационных фильмов | Крис Меледанри, Джанет Хили и Джон Коэн  |           |
| Бунт ушастых | Энни                          | Лучшая анимация персонажей                 | Эндрю Арнетт                             |           |
| Лоракс       | Энни                          | Лучший дизайн персонажей                   | Эрик Гийон, Ярроу Чейни и Колин Стимпсон |           |
| Лоракс       | Энни                          | Лучшая музыка                              | Джон Пауэлл, Синко Пол и Кен Даурио      |           |
| Лоракс       | Kids' Choice Awards           | Любимый голос                              | Тейлор Свифт                             |           |
| Гадкий я 2   | Оскар                         | Лучший анимационный фильм                  | Крис Рено, Пьер Коффен и Крис Меледанри  |           |
| Гадкий я 2   | Оскар                         | Лучшая оригинальная песня                  | Фаррелл Уильямс «Happy»                  |           |